# Boztepe Çayı
Il fiume di Boztepe (Boztepe Çayı ou Kurucuk Çayı) è un fiume turco tagliato dalla diga di Boztepe nella provincia di Tokat. È un affluente del fiume Yeşilırmak.